# Mount Augusta
Mount Augusta är ett berg i Antarktis. Det ligger i Östantarktis. Nya Zeeland gör anspråk på området. Toppen på Mount Augusta är 2 369 meter över havet.
Terrängen runt Mount Augusta är huvudsakligen kuperad, men åt nordväst är den platt. Trakten är obefolkad. Det finns inga samhällen i närheten.